# نیرونوفسکایا
نیرونوفسکایا (به لاتین: Nironovskaya) یک منطقهٔ مسکونی در روسیه است که در استان آرخانگلسک واقع شده‌است.